# نیمی (قمر)

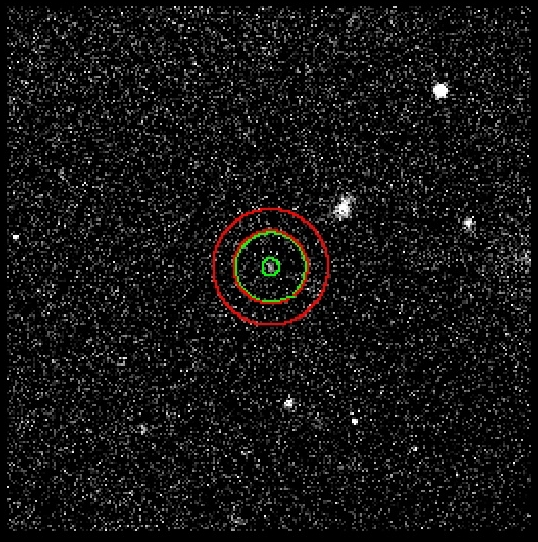
ژوپیتر XL

نیمی (‎/ˈniːmiː/‎ NEE-mee، یونانی: Μνήμη)، (به انگلیسی: Mneme) که با نام ژوپیتر XL نیز خوانده می‌شود، یکی از قمرهای نامنظم و مخالف گرد مشتری است. این قمر به وسیله تیمی از منجمان دانشگاه هاوایی به سرپرستی اسکات اس.شپرد در سال ۲۰۰۳ میلادی کشف شد. این گروه برای آن نام موقت اس/۲۰۰۳ جی ۲۱ را در نظر گرفتند.
قطر این قمر حدود دو کیلومتر است و با مدار ۲۱٫۴۲۷ میلیون کیلومتر هر ۶۴۰٫۷۶۹ روز زمینی، یک بار به دور مشتری می‌چرخد. انحراف آن ۱۴۹ درجه نسبت به دائرةالبروج است. (۱۴۸ درجه نسبت به استوای مشتری) و خروج از مرکز مدار آن ۰٫۲۲۱۴ است. سرعت متوسط گردش آن ۲٫۴۳کیلومتر/ثانیه است.
در ماه مارس سال ۲۰۰۵ نام این قمر به نام نیمی، یکی از سه موز ارشد در اساطیر یونانی نامگذاری شد. گاهی او را با امنموسینی مادر موزها که از زئوس (ژوپیتر) صاحب (سه یا نه موز، با توجه به نویسنده مطلب) شد، اشتباه می‌گیرند.
این قمر به گروه اننکه تعلق دارد که قمرهای نامنظمی دارد که با حرکت مخالف گرد و فاصله بین ۱۹٫۳ و ۲۲٫۷ میلیون کیلومتر و انحراف ۱۵۰°درجه بدور مشتری می‌چرخند.